# Grégoire Marche
Grégoire Marche, né le 3 mars 1990 à Valence, est un joueur professionnel de squash représentant la France. Il atteint, en mars 2022, la 11e place mondiale sur le circuit international, son meilleur classement,. Il est champion de France à quatre reprises entre 2014 et 2022.

## Biographie
Il est le triple vainqueur de l'Open international de squash de Nantes. Il remporte en février 2019, le plus grand succès de sa carrière en remportant l'Open de Pittsburgh, tournoi PSA International Bronze . La semaine suivante, il remporte son second titre de champion de France face à Benjamin Aubert. En septembre 2019, il s'impose en quart de finale de l'Open de France face au 5e joueur mondial Simon Rösner mais échoue au tour suivant face à Joel Makin.

## Palmarès

### Titres
- Open de Pittsburgh : 2019
- Open international de squash de Nantes : 3 titres (2015, 2016, 2017)
- Championnat de France : 4 titres (2014, 2019, 2021, 2022)
- Championnats d'Europe junior : 2008
- Championnats d'Europe par équipes: 2 titres (2015, 2017)

### Finales
- Jeux mondiaux : 2022
- Championnat de France : 3 finales (2016, 2017, 2025)
- Championnat d'Europe par équipes : 3 finales (2023, 2024, 2025)